# Tito Santana
Merced Solis (Mission, 10 de maio de 1953), mais conhecido pelo seu ring name Tito Santana, é um lutador de wrestling profissional mexico-americano semi-aposentado, o qual começou a sua carreira profissional na década de 1970, mais conhecido pelas suas aparições na World Wrestling Federation.
Despistando o costume mexicano, Santana raramente competia em promoções de lucha libre, sendo mais acostumado ao estilo estadunidense do wrestling. Fez parte na WWF dos stables "Rock 'n Wrestling" e "New Generation era". Foi introduzido no WWE Hall of Fame por Shawn Michaels.

## Carreira no wrestling
- Treinamento em Circuitos independentes (1976-1979)
- World Wrestling Federation (1979-1993)
- Extreme Championship Wrestling (1993)
- American Wrestling Federation (1994-1996)
- World Championship Wrestling (2000)

## No wrestling
- Ataques
  - El Paso de la Muerte
  - Figure four leglock
  - Flying forearm smash
  - Big boot
  - Diving lariat
  - Dropkick
  - Running crossbody
  - Short-arm lariat

## Títulos e prêmios
- American Wrestling Federation
  - AWF Heavyweight Championship (2 vezes)

- Extreme Championship Wrestling
  - ECW Heavyweight Championship (1 vez) Reinado de Santana não contou como oficial para a WWE

- International World Class Championship Wrestling
  - IWCCW Heavyweight Championship (1 vez)

- NWA Western States Sports
  - NWA Western States Tag Team Championship (1 vez) - com Ted DiBiase

- Northern States Wrestling Alliance
  - NSWA Heavyweight Championship (1 vez)

- Renegade Wrestling Alliance
  - RWA Heavyweight Championship (1 vez)

- USA Pro Wrestling
  - USA Pro Heavyweight Championship (1 vez)

- World Wrestling Federation / World Wrestling Entertainment
  - WWE Hall of Fame (Classe de 2004)
  - WWF Intercontinental Championship (2 vezes)
  - WWF Tag Team Championship (2 vezes) - com Ivan Putski (1) e Rick Martel (1)
  - King of the Ring (1989)

- Pro Wrestling Illustrated
  - PWI Tag Team do Ano (1979) com Ivan Putski
  - PWI o colocou como #70 das 100 melhores tag teams durante a PWI Years com Rick Martel em 2003.